# Тропическая рыбка
«Тропическая рыбка» (кит. трад. 熱帶魚, пиньинь Rèdài Yú, англ. Tropical Fish) — тайваньский комедийно-драматический фильм 1995 года Чэнь Юйсюня по его же сценарию. Режиссёрский дебют Чэнь Юйсюня.

## Сюжет
Лай Маочунь имеет небольшой строительный бизнес в Тайбэе. Однажды его обманывает один из его клиентов. Лай Маочунь решает проучить его, похитив его ребёнка и потребовав выкуп. Однако выкупать ребёнка никто не собирается. Выясняется, что человек с которым жил маленький Ван Даонань не является его отцом. Это ребёнок женщины, с которой этот мужчина жил, но она покончила с собой из-за жестоко с ней обращения. Теперь же отчим даже рад, что ребёнка похитили и он, таким образом, избавился от него.
О похищении Ван Даонаня рассказывают в новостях. Подросток Лю Чжицян знает Ван Даонаня по залу аркадных автоматов. Более того он даже примерно представляет кто мог его похитить. Лю Чжицян пытается рассказать об этом своему отцу, но тот даже не хочет его слушать. Он думает, что Лю Чжицян просто заговаривает ему зубы, чтобы отвлечь от своих плохих оценок. Лю Чжицян решает самостоятельно проследить за предполагаемыми похитителями, но те обращают на него внимание и также похищают. Родители Лю Чжицяна немедленно соглашаются выплатить за него выкуп, но Лай Маочунь неожиданно погибает в ДТП, попав на мотоцикле под грузовик.
А Цин, сообщник Лай Маочуня, простой добродушный деревенский парень, не знает, что делать с похищенными детьми. С одной стороны похищение детей не его идея, но с другой стороны он из большой бедной семьи и деньги бы им не помешали. Он рассказывает о похищенных детях своей тёте. Та хотя и не одобряет похищение детей, но раз уж так получилось, то не против получить за них выкуп. В деревне прорвало дамбу и их дом затопило. Она хотела бы переехать с семьёй в город. Тётя забирает похищенных детей к себе в деревню.
В прессе широко освещается похищение Лю Чжицяна. Особенно делается акцент на том, что ребёнок был похищен незадолго до экзаменов, которые сдаются перед старшей школой. Эти экзамены очень важны, от них зависит его дальнейшая судьба. Похитители боятся, что из-за них Лю Чжицян не сможет хорошо подготовиться к экзаменам. А Цин даёт Лю Чжицяну учебники своей сестры Аджуан, а если Лю Чжицяну что-то непонятно, то А Цин бегает по деревне и выясняет решение у умных людей.
В какой-то момент полиции удаётся отследить звонок похитителей и сузить зону поиска до конкретной деревни. Поскольку по деревне теперь рыскают полицейские, похищенных детей вывозят на лодке в море и держат там. Подходит время экзаменов, а выкуп так и не удаётся получить. Похитители решают отпустить детей. Полицейские обнаруживают детей и их похитителей на берегу. Дети, однако, заступаются за своих похитителей. Они рассказывают, что эти люди наоборот спасли их, а похитители якобы уплыли на лодке.
Аджуан, которая всё время вела себя замкнуто и избегала Лю Чжицяна, дарит ему на прощание в банке тропическую рыбку, о которой он мечтал. Она рассказывает ему в письме свою историю. Она пишет, что они похожи, что она видит, что он тоже мечтатель. Она завидует ему, что он может учиться и сдавать экзамены. Когда она пережила изнасилование, её забрали из школы и её жизнь изменилась.

## В ролях
- Линь Цзяхун — Лю Чжицян
- Си Цзинлунь — Ван Даонань
- Акио Чен[англ.] — Лай Маочунь
- Линь Чэншэн — А Цин
- Вэнь Ин[кит.] — тётя
- Хуан Мэйвэнь — Аджуан

## Приём
Фильм был номинирован на «Золотого леопарда» на Кинофестивале в Локарно, а на домашнем кинофестивале «Золотая лошадь» получил пять номинаций («Лучший фильм», «Лучший режиссёр», «Лучший сценарий», «Лучший актёр второго плана» и «Лучшая актриса второго плана») и победил в двух: «Лучший сценарий» и «Лучшая актриса второго плана» (Вэнь Ин).
Фильм быстро стал классикой тайваньского кинематографа. Дэвид Руни из Variety отметил, что сюжет фильм похож на детский, но в нём столько свежести и очарования, что он может покорить и взрослых. Руни отметил проработку персонажей и визуальные эффекты.